# Atsuhiko Gondai
 (septembre 2016).
Atsuhiko Gondai (権代 敦彦), Gondai Atsuhiko; né le 6 septembre 1965 à Tokyo, est un compositeur japonais.
Gondai est l'un des jeunes compositeurs les plus importants du Japon. Son intérêt ne se porte pas spécifiquement sur la musique japonaise mais sur le dialogue religieux et culturel entre l'Europe et l'Asie. L'une des priorités de son travail sont les possibilités de combinaisons et interactions entre musique religieuse catholique et les chants monastiques bouddhistes traditionnels. Dans ses œuvres, il combine habilement anciens et nouveaux procédés de composition. L'infini et l'éternité sont des thèmes récurrents dans ses compositions.

## Éducation et carrière
Gondai étudie à l'école de musique Tōhō Gakuen et de 1990 à 1992 avec une bourse de la DAAD, la composition à l'université de musique de Fribourg, entre autres auprès de Yasuo Sueyoshi, Klaus Huber et Salvatore Sciarrino et l'orgue auprès de Zsigmond Szathmáry (en). À partir de 1993 il travaille comme chercheur au programme d'études à l'étranger pour artistes du gouvernement japonais et jusqu'en 1995, la musique assistée par ordinateur auprès de Philippe Manoury à l'IRCAM de Paris. Depuis 2000 Gondai organise des conférences dans le monde entier, y compris dans le cadre des chaires de professeur invité en Nouvelle-Zélande ou d'un enseignement à l'Académie Grieg (en) de Bergen en Norvège. En tant que compositeur, il reçoit des commandes de célèbres orchestres et ses œuvres sont jouées au niveau international. Il réside et travaille à Kanazawa et Paris.

## Prix et distinctions
- 1985 : Prix d'encouragement spécial pour les arts créatifs de la scène attribué par l'Agence des affaires culturelles du Japon
- 1987 : 1er prix du concours de musique du Japon
- 1991 : 1er prix du concours international V.Bucchi (Rome)
- 1992 : 2e prix (prix spécial des éditions Moeck) au concours international K.Serocki (Varsovie)
- 1993 : Mention honorable de la fondation Barlow (U.S.A)
- Sélectionné pour la semaine international de musique Gaudeamus (Amsterdam)
- Présenté à la Tribune internationale des compositeurs (UNESCO, Paris)

## Œuvres
- Infinite Light/Boundless Life
- Uraufführung
- Liebster Jesu, Wir sind hier, pour marimba et voix
- 7 Meditations For An Imaginary Mass, pour piano
- 1995 : Dies Irae/Lacrimosa, pour orchestre
- 1995 : Agnus Dei/Anus Mundi I, pour chœur mixte et piano
- 1996 : Agnus Dei/Anus Mundi II, pour chœur mixte, piano et percussion
- 1998 : Father Forgive + In paradisum, pour orchestre
- 1998 Rosario, pour mezzo-soprano, violoncelle et piano
- 2003 : Rapid Welcoming Descent, pour orchestre de chambre
- 1999 :Via Crucis / Via Lucis, pour piano
- 1999 : Beyond the Light - Gleam/Glean, pour chœur mixte
- 2000 : Prelude to the Last 7 Days, pour orchestre
- The Beginning of the End/After the End, pour orchestre de chambre
- 2004 : Wood still says nothing, pour marimba
- L'arc-en-ciel, pour saxophone alto et piano
- Zero, pour piano

## Source de la traduction
- (de) Cet article est partiellement ou en totalité issu de l’article de Wikipédia en allemand intitulé « Atsuhiko Gondai » (voir la liste des auteurs).
- Notices d'autorité :   - VIAF
  - ISNI
  - BnF (données)
  - LCCN
  - GND
  - Japon
  - CiNii
  - WorldCat